# Твейтсуннский мост
Твейтсуннский мост (норв. Tveitsund bru ) — мост через озеро Ниссер в городе Треунген, в юго-западной части Норвегии. Является частью шоссе Riksvei 41. Мост третий по длине  каменный арочный мост в Норвегии.

## История моста

Строительство моста

До постройки моста  транспортное сообщение через озеро осуществлялось паромной переправой. Мост был построен в 1918 году. На момент постройки мост был выдающимся образцом мостостроения. 
13 июля 1999 года Твейтсуннский мост был объявлен памятником культурного наследия Норвегии .

## Конструкция
Мост арочный, однопролётный. Пролётное строение возводилось с помощью деревянных кружал. Мост выполнен из камня.Полная длина моста составляет 62,1 м. Пролёт имеет длину 51 м. Высота моста над уровнем воды составляет 2,47 м. Общая ширина моста – 5 м, ширина проезжей части – 4 м. Въезды на мост украшены обелисками. Откосы моста укреплены мощением. Перильное ограждение выполнено из железобетона. 